# Taipō River
Der  Taipō River ist ein Fluss in der Region West Coast auf der Südinsel von Neuseeland.

## Geographie
Der Taipō River entspringt südwestlich der Scarlett Range im Zetland Basin, unterhalb und rund 300 m ostsüdöstlich des 1413 m hohen Mount Zetland. Der rund 9,9 km lange Fluss wird anfangs von den Scarlett Range im Norden und den Allen Range im Süden begleitet und mündet rund 520 m östlich der Saxon Falls als linker Nebenfluss in den Karamea River.